# Marc Larose
Marc Larose (* 23. Juni 1959) ist ein ehemaliger seychellischer Sprinter.

## Karriere
Larose nahm an den Olympischen Sommerspielen 1980 in Moskau teil.
Er trat über 100 m Sprint an, sowie in der 4 × 100-m-Staffel zusammen mit Vincent Confait, Régis Tranquille und Casimir Pereira und in der 4 × 400-m-Staffel zusammen mit Confait, Tranquille, Pereira und Arthure Agathine. Die Teams schieden jeweils in den Vorläufen aus.